# シェシュペ川
シェシュペ川（シェシュペがわ、リトアニア語: Šešupė、ロシア語: Шешупе、ポーランド語: Szeszupa シェシュパ、ドイツ語: Scheschup(p)e シェシュッペ）は、東ヨーロッパを流れるネマン川の支流である。

## 概要
長さは298キロメートルで、ポーランド・リトアニア国境に近いシェシュプカ（Szeszupka）の町の付近に源流がある。ポーランド（27キロメートル）、リトアニア（158キロメートル）、ロシア（62キロメートル）を流れる。最後はリトアニアとロシア（飛び地であるカリーニングラード州）の国境を51キロメートル流れ、ネマン（ドイツ語:ラグニット）の街の近くでネマン川に合流する。リトアニアでは4番目の長さの川である。
流域にある町には、リトアニアではクディルコス・ナウミエスティス（Kudirkos Naumiestis）、ピルヴィシュキアイ（Pilviškiai）、マリヤンポレ（Marijampolė）、カルヴァリヤ（Kalvarija）があり、ロシア領に入るとクラスノズナメンスク（ドイツ語:ラズデーネン）、ネマン（ドイツ語:ラグニット）などがある。
プロイセンにあったドイツ騎士団にとってはシェシュペ川は東の守りとなる境界線であり、ゴルブ戦争を終わらせたメルノ条約では、ドイツ騎士団領とリトアニア大公国との境界線となった。ナチス・ドイツの時期である1938年には、東プロイセンの各地でリトアニア語・プロシア語的な響きの地名が一掃されドイツ語風の地名に置き換わったが、シェシュッペ川も「オスト川」（東の川）に変えられていた。

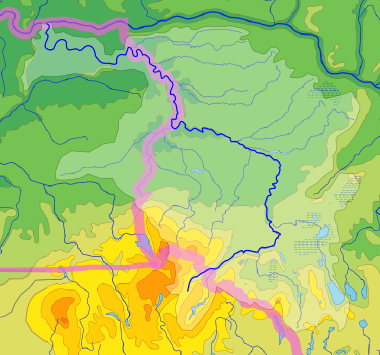
シェシュペ川流域地図
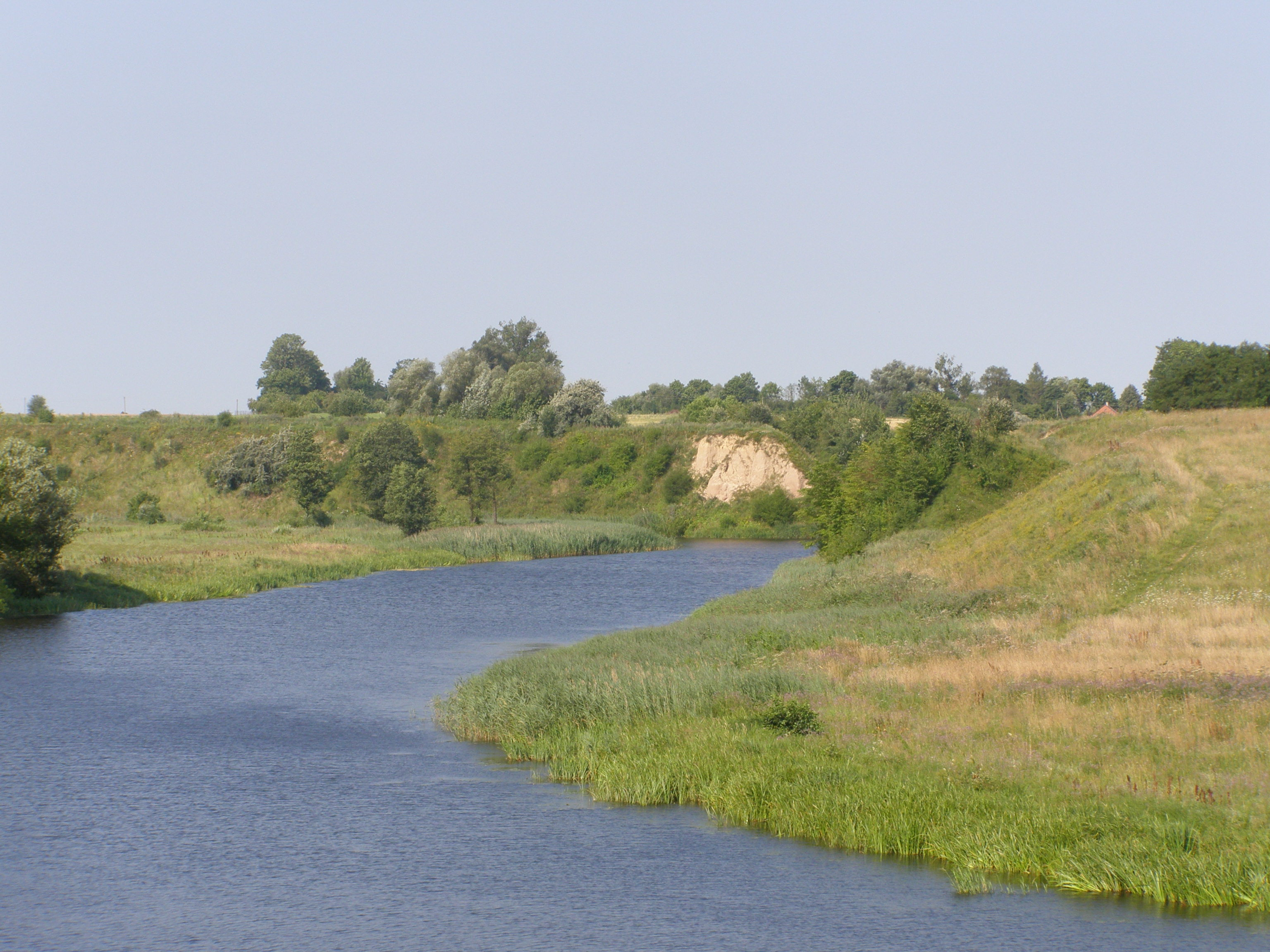
リトアニアのマリヤンポレ郡内を流れるシェシュペ川
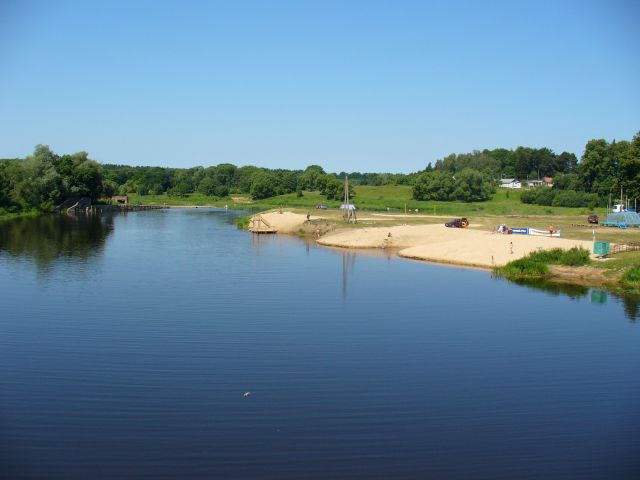
クラスノズナメンスク（カリーニングラード州）付近にある砂の岸辺